# أجوستينا سيغاتوري تجلس في مقهى تامبورين
لوحة "أجوستينا سيغاتوري تجلس في مقهى تامبورين" هي لوحة للرسام الهولندي فنسنت فان جوخ رسمها في عام 1887. كانت أغوستينا سيغاتوري تمتلك مقهى دو تامبورين الذي كان فان جوخ يعرفه عن كثب. لقد كان مكانًا لتجمع الفنانين الباريسيين، حيث يتم عرض أعمالهم الفنية. لم يكن فان جوخ قادرًا على الدفع نقدًا مقابل طعامه، فلجأ إلى مبادلة اللوحات مقابل ثمن طعامه. حيث زيّنت اللوحات المطعم. كما أقام معرضًا خاصًا لوحاته اليابانية في المقهى. انتهت علاقته بأجوستينا والمقهى نهاية حزينة عندما أفلست وصادر الدائنون لوحات فان جوخ. ومع ذلك، تُظهر هذه اللوحة اكتشافًا فنيًا بلغ ذروته في أسلوبه الإبداعي الفريد الذي لم يكن على وشك أن يُفهم.

## تأثير فان جوخ في باريس
غادر الرسام فان جوخ هولندا في عام 1886، ولم يعد أبدًا، حيث توجها إلى باريس بتوجيهات شقيقه ثيو. دخل باريس كرجل خجول وكئيب، وعلى الرغم من أن شخصيته لم تتغير أبدًا، إلا أنه برز فنيًا فيما وصفه أحد النقاد بـ "الطائر المغرد". بينما تأثر فان جوخ بأساتذة هولنديين عظماء، فإن مجيئه إلى باريس يعني تأثره بالانطباعيين والرمزيين والتنقيطيين والمطبوعات اليابانية. كان له أصدقا مثل كاميل بيسارو، هنري تولوز لوتريك، بول غوغان، إميل برنارد وآخرين. أثرت أعمال الفنانين اليابانيين هيروشيغي وهوكوساي بشكل كبير على فان جوخ، سواء من حيث الموضوع الجميل أو أسلوب الأنماط المسطحة من الألوان بدون ظل. اكتشف فان جوخ التأثيرات المختلفة وشكلها بأسلوب فريد خاص به. في الأعوام من 1886 إلى 1888، برز فان جوخ كفنان متطور ومدروس ومثير. وتوضح هذه اللوحة رحلته الإبداعية في تلك الفترة. 

## الرسمة
في اللوحة يمكن رؤية امرأة في الأربعينيات وهي تدخن سيجارة بينما تتناول كأسها الثاني من جعة، كما يتضح من صحنين تحت القدح. في سلوكها وأسلوبها، مثل ملابسها ومكياجها وتسريحة شعرها، فهي امرأة عصرية. إنها ترتدي قبعة عصرية. وفقًا للأسلوب في ذلك الوقت، كانت سترتها ذات تصميم مختلف عن فستانها. توجد مظلة على أحد المقاعد المجاورة لها.
استخدم الرسام موضوع امرأة تجلس على طاولة صغيرة، والذي قدمه الانطباعيون، مثل إدغار ديغا وإدوارد مانيه. وكانت الطاولة والمقاعد على شكل الدفوف، بما يتناسب مع موضوع المقهى..   

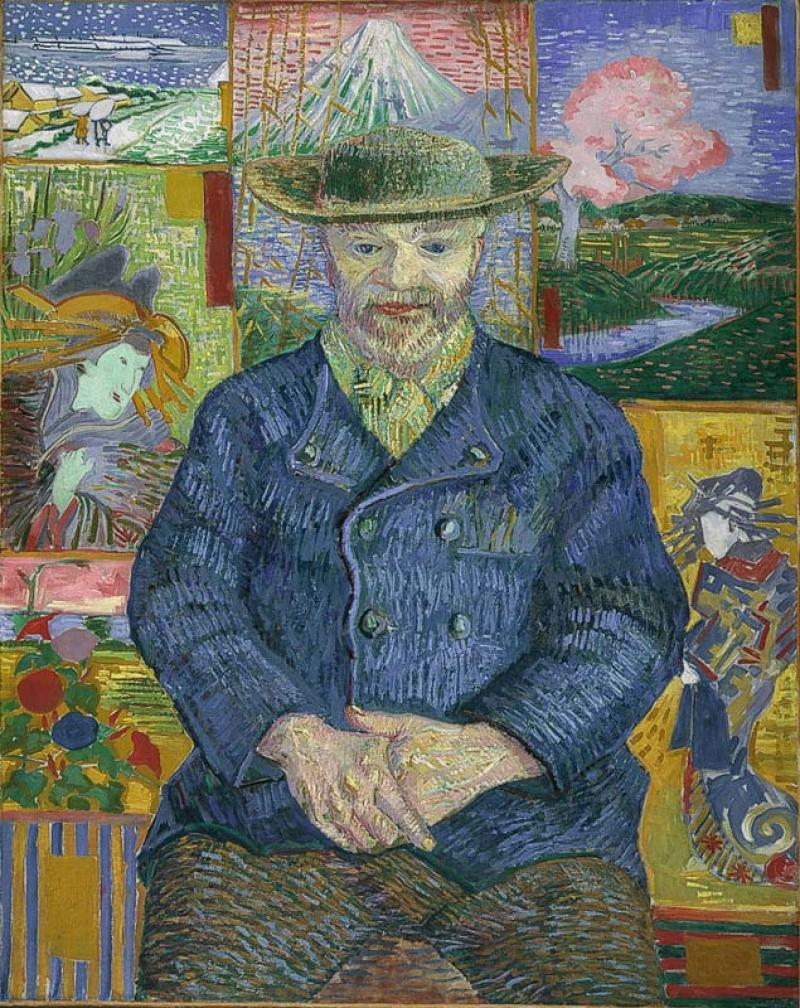
صورة للبير تانجوي، 1887

## أنظر أيضا
- قائمة أعمال فنسنت فان جوخ